# مادريغال دي لا فيرا
بلدية مادريغال دي لا فيرا (بالإسبانية: Madrigal de la Vera)‏، هي بلدية تقع في مقاطعة قصرش والتي تقع في منطقة إكستريمادورا، غرب إسبانيا.
يبلغ عدد سكانها 1.794 نسمة وفقاً لإحصائية سنة (2002).